# Fort Sint-Filips (Bellem)

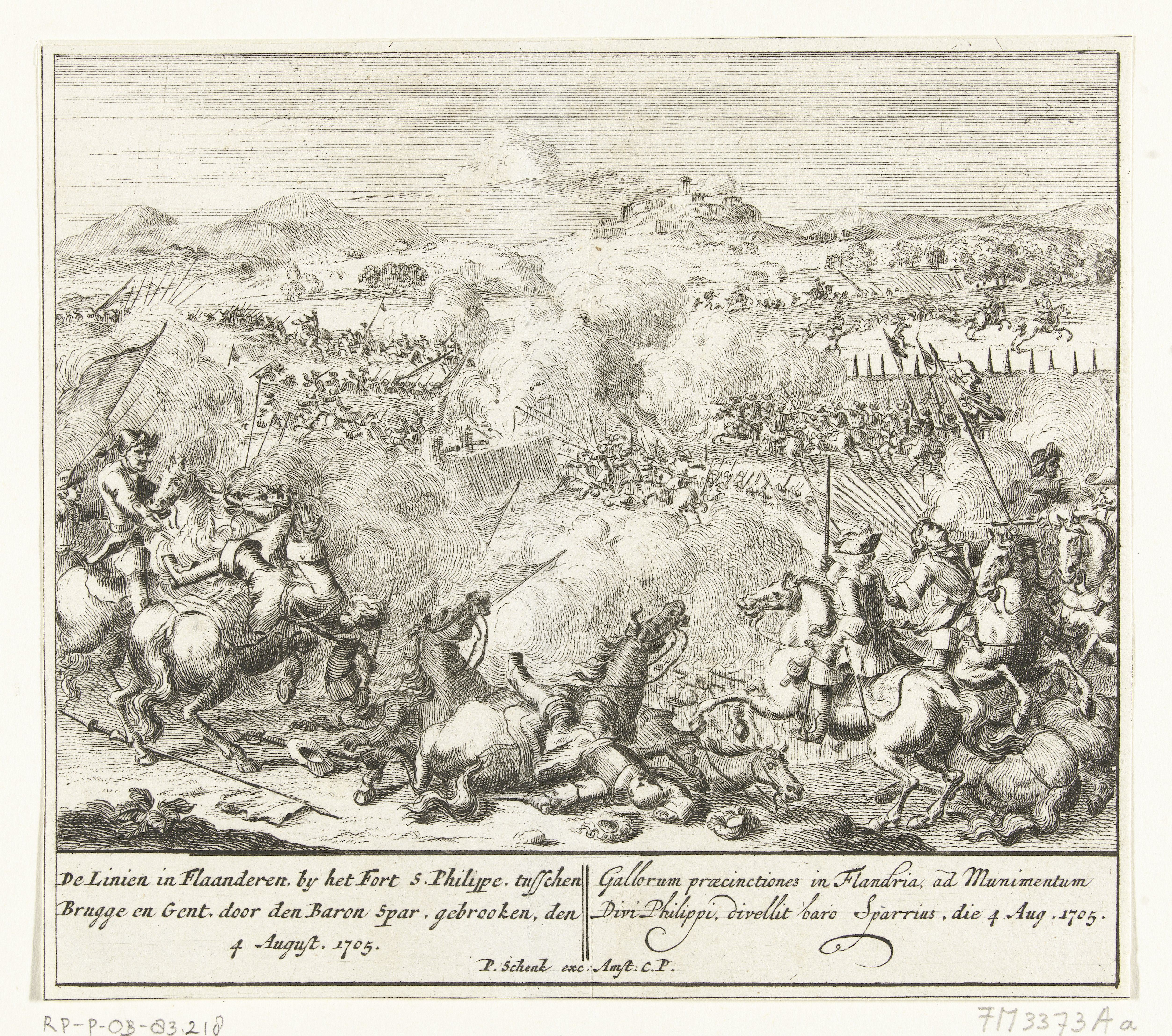
Prent over de Staatse actie tegen de Fransen in 1705

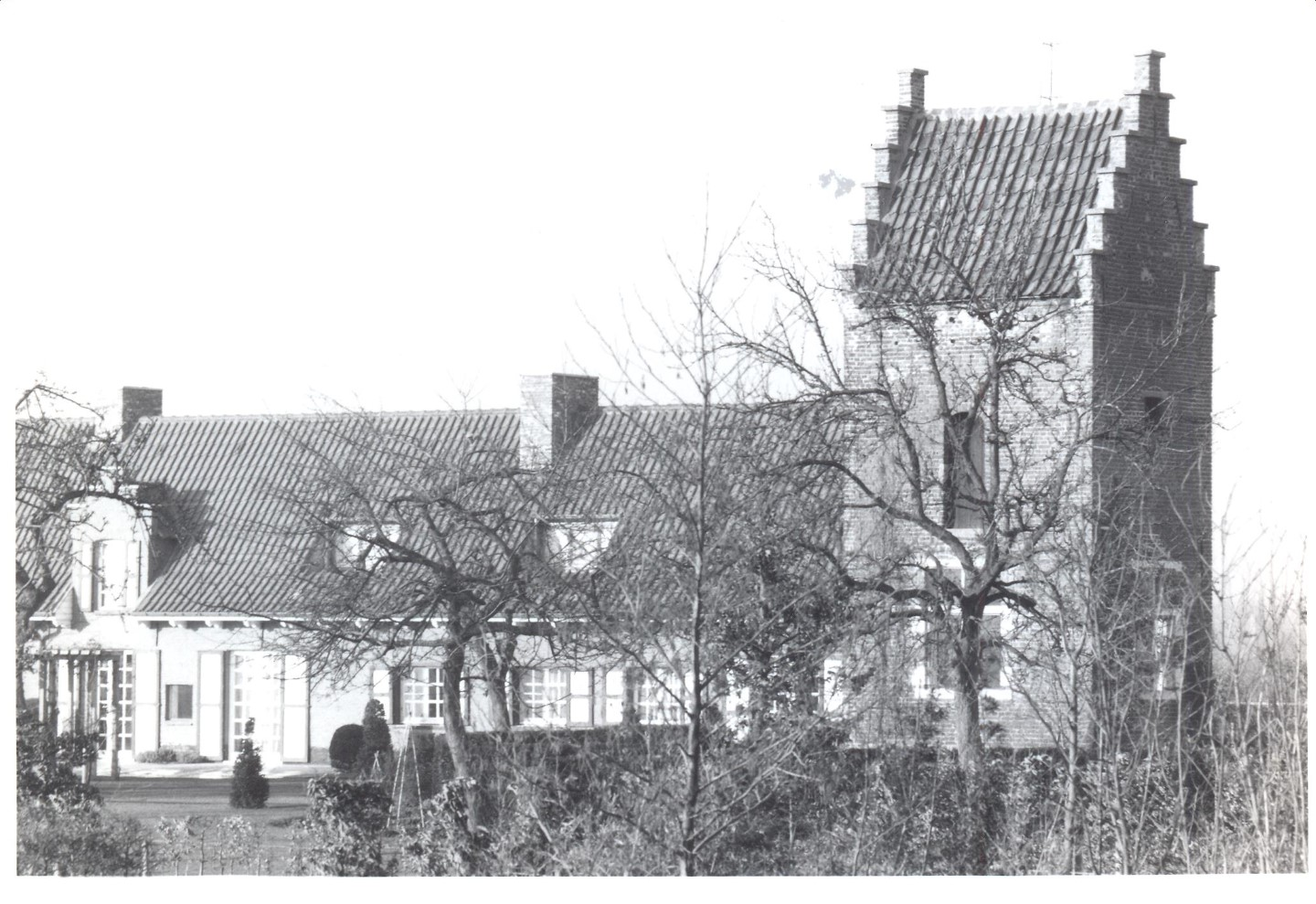
Hoeve Spildoorn met duiventoren

Het (Groot) Fort Sint-Filips in Bellem was een versterking op de zuidelijke oever van de Brugse Vaart tussen Gent en Brugge.

## Geschiedenis
Tijdens de Tachtigjarige Oorlog werden de Noord-Vlaamse waterlopen herschapen tot een verdedigingslinie tegen het Staatse leger. In 1613-1623 werd in de oude bedding van de Durme de Brugse Vaart aangelegd (zie ook Kale). Ter hoogte van Spildoorn in Bellem kwam het belangrijkste fort genaamd Sint-Filips. In de onmiddellijke omgeving lagen ook de kleinere versterkingen Bellem Fort en Gottem Fort. In het Fort Sint-Filips was een klein garnizoen gelegerd, dat mogelijk beschikte over een exercitieterrein.
Na de Vrede van Munster in 1648 verloor het fort veel van zijn betekenis. Tijdens de Spaanse Successieoorlog betrok het Franse leger een verdedigende stelling langs de oude linie. Ze werd op 4 augustus 1705 bij Fort Sint-Filips doorbroken door de Hollandse generaal Karel Willem van Sparre, die schattingen oplegde in de streek alvorens zich terug te trekken. Het fort werd verkocht en omgebouwd. De hoeve Spildoorn en haar duiventoren zijn restanten die wellicht bij het fort hebben gehoord.